# Gran Premio Miguel Indurain 2014
Il Gran Premio Miguel Indurain 2014, cinquantottesima edizione della corsa e sedicesima con questa denominazione, valida come evento dell'UCI Europe Tour 2014 categoria 1.HC, si svolse il 5 aprile 2014 su un percorso di circa 187 km. Fu vinto dallo spagnolo Alejandro Valverde, che terminò la gara in 4h52'01", alla media di 38,42 km/h.
All'arrivo 53 ciclisti portarono a termine il percorso.

## Squadre e corridori partecipanti
| N.      | Cod. | Squadra                   |
| ------- | ---- | ------------------------- |
| 1-8     | KAT  | Team Katusha              |
| 11-20   | MOV  | Movistar Team             |
| 21-30   | GRS  | Garmin-Sharp              |
| 31-40   | CJR  | Caja Rural-Seguros RGA    |
| 41-50   | EUK  | Euskadi                   |
| 51-60   | BUR  | Burgos BH                 |
| 61-70   | ECU  | Team Ecuador              |
| 71-77   | KMP  | Keith Mobel-Partizan      |
| 81-87   | LBC  | LBC-MVP Sports Foundation |
| 91-98   | LDD  | Louletano-Dunas Douradas  |
| 101-107 | BOA  | Radio Popular             |
| 111-117 | LOK  | Lokosphinx                |

## Ordine d'arrivo (Top 10)
| Pos. | Corridore          | Squadra    | Tempo    |
| ---- | ------------------ | ---------- | -------- |
| 1    | Alejandro Valverde | Movistar   | 4h52'01" |
| 2    | Tom-Jelte Slagter  | Garmin     | a 1'02"  |
| 3    | Sergej Černeckij   | Katusha    | s.t.     |
| 4    | André Cardoso      | Garmin     | a 1'06"  |
| 5    | Jurij Trofimov     | Katusha    | a 1'08"  |
| 6    | Ryder Hesjedal     | Garmin     | a 1'40"  |
| 7    | Aleksandr Kolobnev | Katusha    | a 2'18"  |
| 8    | Ben King           | Garmin     | a 2'28"  |
| 9    | David Arroyo       | Caja Rural | a 2'39"  |
| 10   | Miguel Mínguez     | Euskadi    | a 3'11"  |